# 315579 Vandersyppe
315579 Vandersyppe è un asteroide della fascia principale. Scoperto nel 2008, presenta un'orbita caratterizzata da un semiasse maggiore pari a 2,5435238 au e da un'eccentricità di 0,1299582, inclinata di 5,67514° rispetto all'eclittica.